# Traunsteinera
Traunsteinera is een geslacht van Europese terrestrische orchideeën. Er komen van dit geslacht geen vertegenwoordigers voor in België of Nederland.

## Naamgeving en etymologie
Traunsteinera is vernoemd naar de Oostenrijkse apotheker en botanicus Joseph Traunsteiner (1798–1850). De wetenschappelijke naam werd in 1842 gepubliceerd door Heinrich Gottlieb Ludwig Reichenbach.

## Kenmerken
Traunsteinera-soorten zijn terrestrische, overblijvende planten (geofyten), die overwinteren met twee eivormige wortelknollen.
Het zijn slanke, tot 60 cm hoge planten. De bloemstengel heeft geen bladrozet maar verspreide stengelbladeren.
De bloeiwijze is zeer dicht, met tientallen kleine bloemen in een aanvankelijk kegelvormige, later kogel- tot bolvormige aar. De bloemdekbladen zijn ovaal van vorm, met een lange spatelvormige spits, en vormen een helm. De lip is drielobbig, met een dunne, gebogen spoor. Het gynostemium is kort en stomp, het rostellum drielobbig.

## Habitat
Neutrale tot kalkrijke, vochtige of droge bodems op zonnige plaatsen zoals kalkgraslanden en alpenweiden. In middel- en hooggebergtes van 1000-2700 m.

## Voorkomen
De soort is zeldzaam en komt plaatselijk voor in de middel- en hooggebergtes van de gematigde streken van Europa tot aan de Kaukasus.

## Verwantschap en soorten
Het geslacht is moeilijk te plaatsen in de fylogenetische stamboom van de orchideeën. Onderzoek uit het eind van de twintigste en begin van de eenentwintigste eeuw toont een nauwe verwantschap met Chamorchis. Beide geslachten behoren dan weer tot dezelfde clade als de nachtorchissen (Platanthera), de muggenorchissen (Gymnadenia) de handekenskruiden (Dactylorhiza) en Pseudorchis.
Het geslacht omvat in elk geval de typesoort Traunsteinera globosa. Traunsteinera sphaerica wordt door sommige taxonomen opgavat als een ondersoort van de typesoort, en dan telt het geslacht dus maar één soort; anderen waarderen dat laatste taxon als een aparte soort, zodat het geslacht dan twee soorten telt. De twee taxa hebben een overlappend verspreidingsgebied, maar er zijn geen natuurlijke hybriden van bekend.
- Traunsteinera globosa (L.) Rchb. (1842), Knotsorchis (Europa tot voorbij de Balkan)
  - Orchis globosa L. (1759)
  - Nigritella globosa (L.) Rchb. (1830)
  - Orchites globosus (L.) Schur (1866)
  - = Orchis halleri Crantz (1769)
- Traunsteinera sphaerica (M.-Bieb.) Schltr. (1928) (Kaukasus, Zwarte Zee, Anatolië)
  - Orchis sphaerica M.Bieb. (1808)
  - Traunsteinera globosa subsp. sphaerica (M.Bieb.) Soó (1927)

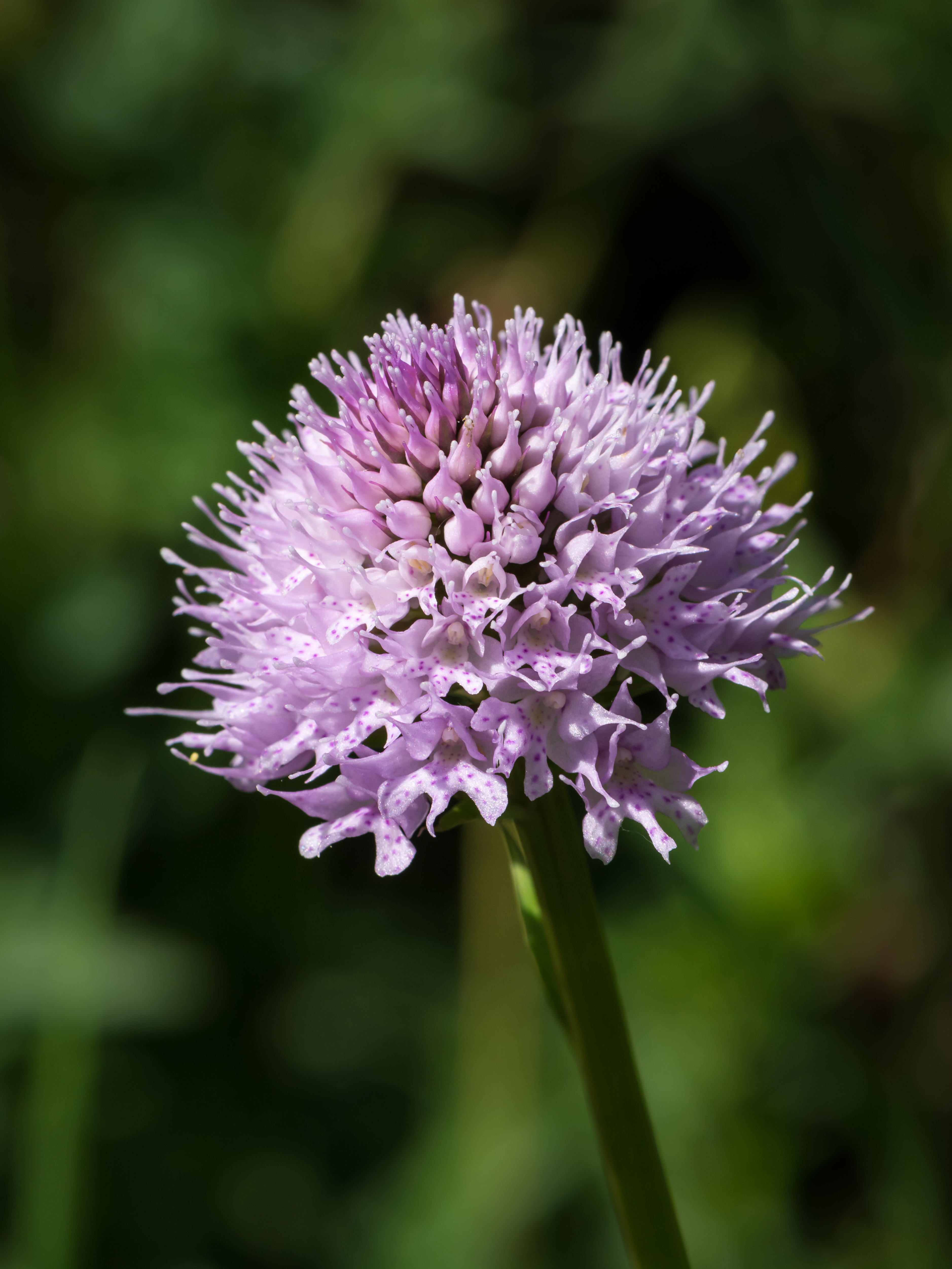
Aar van knotsorchis bij het begin van de bloei

T. globosa (Knotsorchis) · T. sphaerica